# Gina Szwarc
Gina Szwarc, właśc. Regina lub Eugenia Szwarc, także Guina Szwarc, z domu Pinkus, ps. „Eugenia Markowa” (ur. 23 kwietnia 1895 w Koninie, zm. 1973 w Paryżu) – polska pisarka i dziennikarka żydowskiego pochodzenia.

## Życiorys
Gina Pinkus urodziła się 23 kwietnia 1895 roku w Koninie w zasymilowanej rodzinie Luzera (Ludwika) i Zeldy (Zofii) z Baumanów. Wychowała się w Łodzi, gdzie uczęszczała do polskiej szkoły. Na początku 1919 roku zaczęła studiować filozofię na Uniwersytecie Jagiellońskim. Podczas pobytu w Krakowie prowadziła po polsku dziennik; język polski pozostał dla niej przez resztę życia językiem wspomnień, rodziny i emocji.
W 1919 roku poznała Marka Szwarca, za którego wkrótce wyszła za mąż. 1 maja 1920 roku małżeństwo Szwarców przeszło na katolicyzm, zaś kilka miesięcy później parze urodziła się córka Zuzanna Teresa (Miriam) Szwarc. Znaczne problemy finansowe pary doprowadziły do rozstania z dzieckiem na kilka miesięcy 1921 roku: dziecko zamieszkało u rodziny w Łodzi, gdy Szwarcowie próbowali ustabilizować się w Paryżu. Po dodatkowych kursach zawodowych Gina zaczęła dorabiać robótkami ręcznymi. W latach 1920–1923 prowadziła Dziennik intymny; jej pamiętniki z okresu rozłąki z córką przybrały formę listów do dziecka. W Paryżu Szwarcowie dołączyli do kręgu znajomych Raïssy i Jacquesʼa Maritainów.
Na łamach tygodnika „Ewa” Gina Szwarc publikowała barwne relacje z życia kulturalnego Paryża posługując się imionami Eugenia Szwarcowa i Eugenia Markowa. Prowadziła także wywiady z artystkami (m.in. z Olgą Boznańską) oraz pisała błyskotliwe recenzje przedstawień teatralnych i wystaw. Współpracowała także z poznańską „Kulturą”. W 1929 roku na łamach „Nowego Dziennika” ukazał się jej wywiad z Melą Muter. W latach trzydziestych zaczęła pisać powieści, które następnie jej przyjaciele tłumaczyli na francuski.
Mąż Giny wielokrotnie utrwalał jej twarz w swoich dziełach, nadając jej rysy madonnom, aniołom oraz innym postaciom kobiecym. Dla przykładu, w 1938 roku Marek Szwarc wykonał rzeźbę Matki Boskiej na zamówienie władz Paryża, którą wstawiono w niszę budynku na rogu rue Aubriot i rue Sainte-Croix-de-la-Bretonnerie w dzielnicy Le Marais. Szwarc ilustrował także publikacje Giny.
W okresie II wojny światowej Gina schroniła się w Wielkiej Brytanii. W latach 50. spisała wspomnienia z lat 1919–1921, które po przetłumaczeniu na francuski ukazały się w 1961 roku pod tytułem Le choix. Polski manuskrypt został zniszczony przez córkę, przez co polskie wydanie z 2015 roku stanowiło tłumaczenie z francuskiego przekładu.
Szwarc zmarła w 1973 roku w Paryżu.
Życie rodzinne Giny i Marka Szwarców zostało opisane przez córkę we wspomnieniach pt. Pamiętnik na trzy głosy. Materiały z archiwum osobistego, listy i artykuły Szwarców znajdują się w zbiorach Muzeum Historii Żydów Polskich Polin.

## Twórczość
Za źródłami:
- Le porteur d’eau, 1931
- La poste: nouvelle, 1934
- Toussaint, 1935
- Marguerite Sinclair, ouvrière ébéniste, 1936
- The Glowing Lily, 1944
- Witraże. Kartki z kroniki śląskiej, 1946; ilustracje: Stefan Mrożewski[21]
- Le choix, 1961, wyd. pol.: Wybór. Jakub Jedliński (tłum.). Tako, Polski Instytut Studiów nad Sztuką Świata, 2015. ISBN 978-83-62737-99-4. Brak numerów stron w książce